# Baderbrücke (Königsbrück)

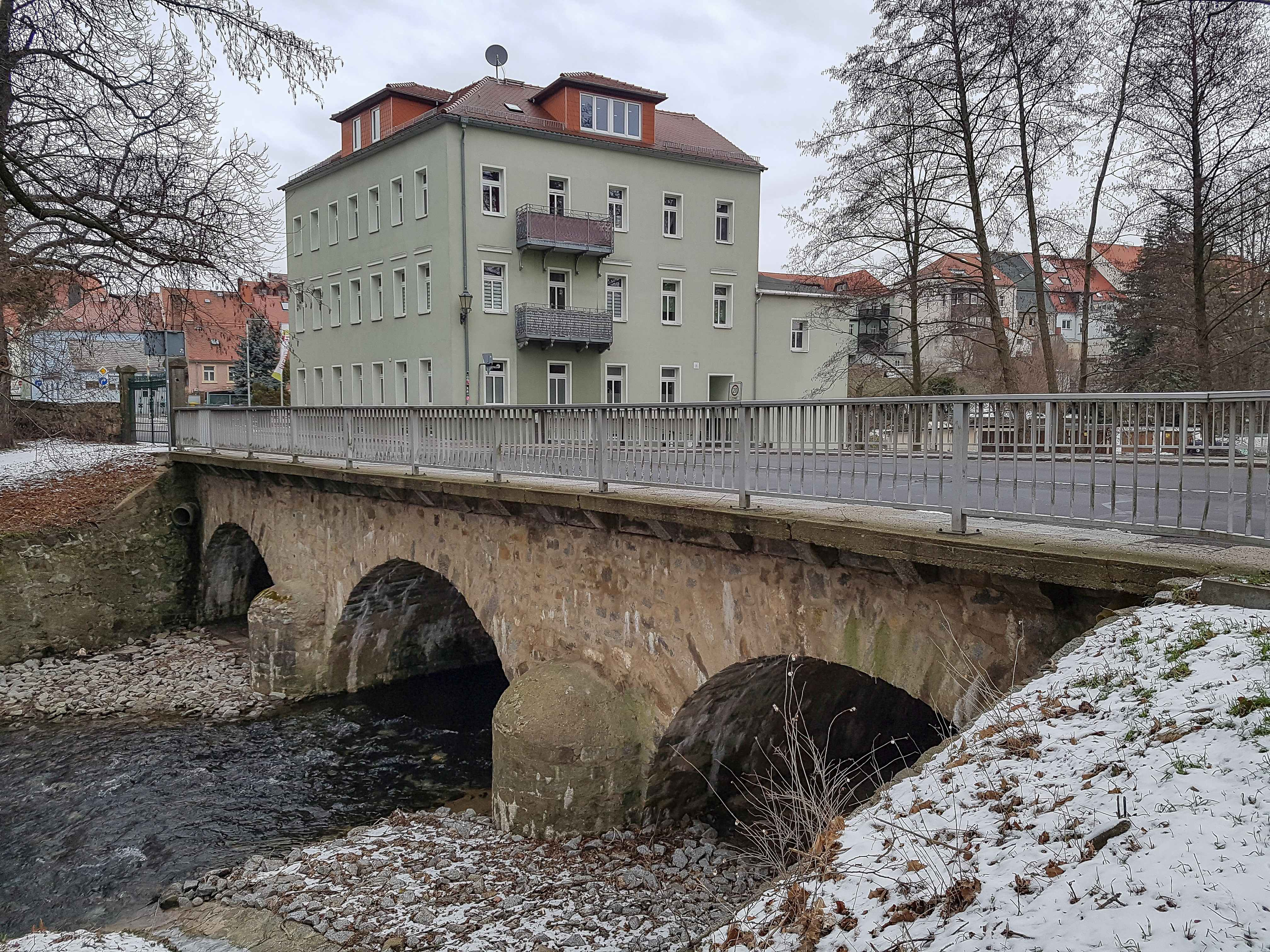
Baderbrücke (2019)

Die Baderbrücke ist eine historische Straßenbrücke im Zuge der Staatsstraße 100 über die Pulsnitz in Königsbrück. Sie steht als technisches Denkmal unter sächsischem Kulturdenkmalschutz.

## Lage

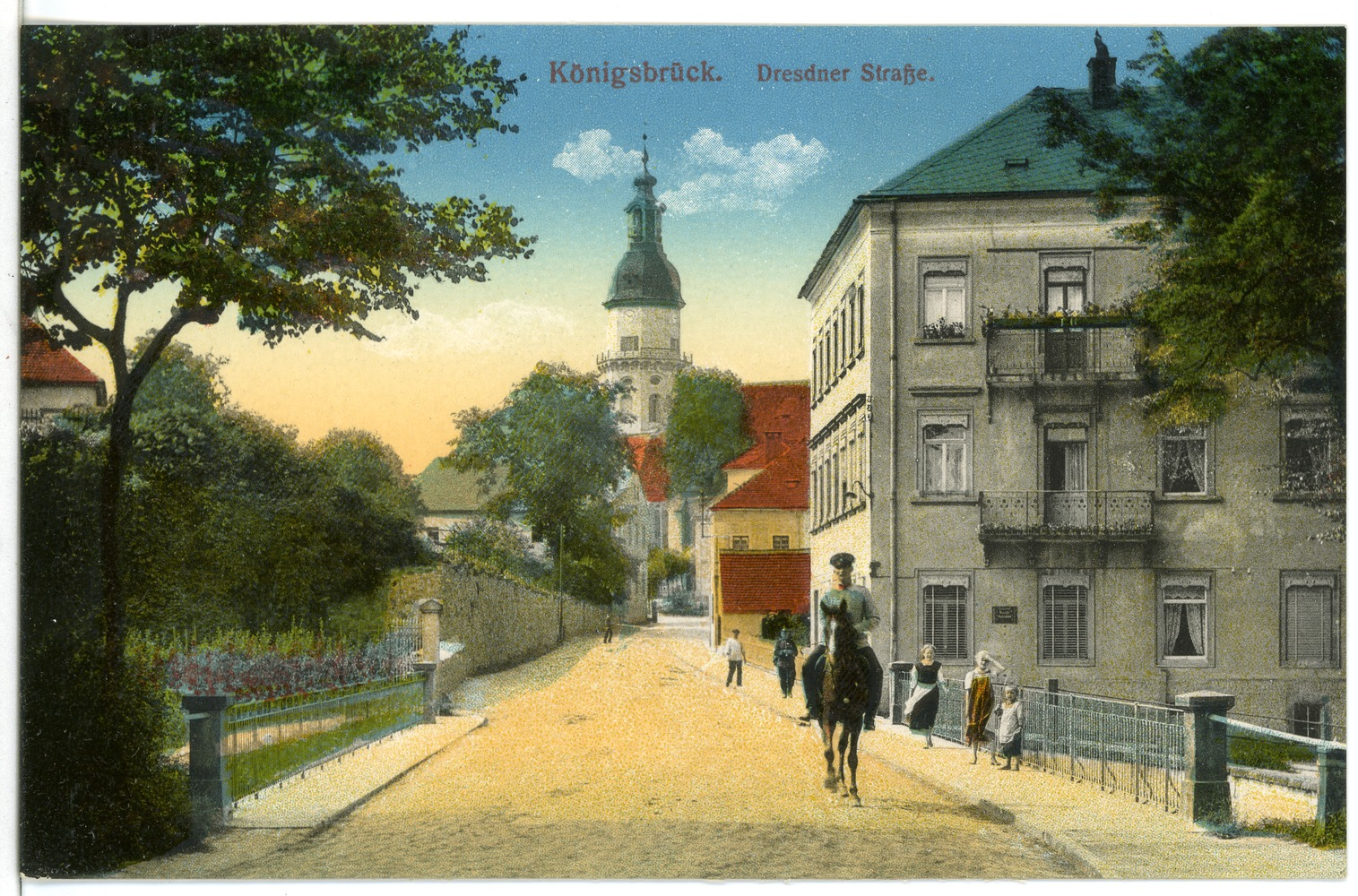
Die Dresdner Straße führt über die Baderbrücke auf die Hauptkirche zu, links das Schlossareal (1913)

Die von der Bundesstraße 97 im Süden kommende Dresdner Straße überquert auf der Baderbrücke die Pulsnitz und verläuft von dort dann Richtung Norden entlang der links liegenden Umfriedung der Sachgesamtheit Schloss und Schlosspark Königsbrück, direkt auf die Evangelische Hauptkirche Königsbrück mit der Luthereiche und dem Mausoleum für Bruno Naumann zu. Rechts der Dresdner Straße, an der Baderbrücke beginnend, liegt das vorgeschlagene Denkmalschutzgebiet Altstadt Königsbrück.
Gleich hinter der Baderbrücke (auf der Postkarte von 1913 gleich hinter dem Wohnhaus rechts) unterquert der auf 1525 datierte, ebenfalls denkmalgeschützte Mühlgraben zur Schlossmühle die Dresdner Straße, um links auf der Postkarte vor der Schlossmauer nach links entlang der Pulsnitz zu verlaufen.

## Konstruktion
Das Bauwerk ist eine dreibogige Gewölbebrücke aus Granitbruchsteinen und ca. 25 m lang. Die lichte Weite des Mittelbogens beträgt 6,55 m und der beiden Randbögen 5,20 m. Auf der Brücke befinden sich eine 7,00 m breite Fahrbahn und beidseitig 1,50 m breite Gehwege.

## Geschichte

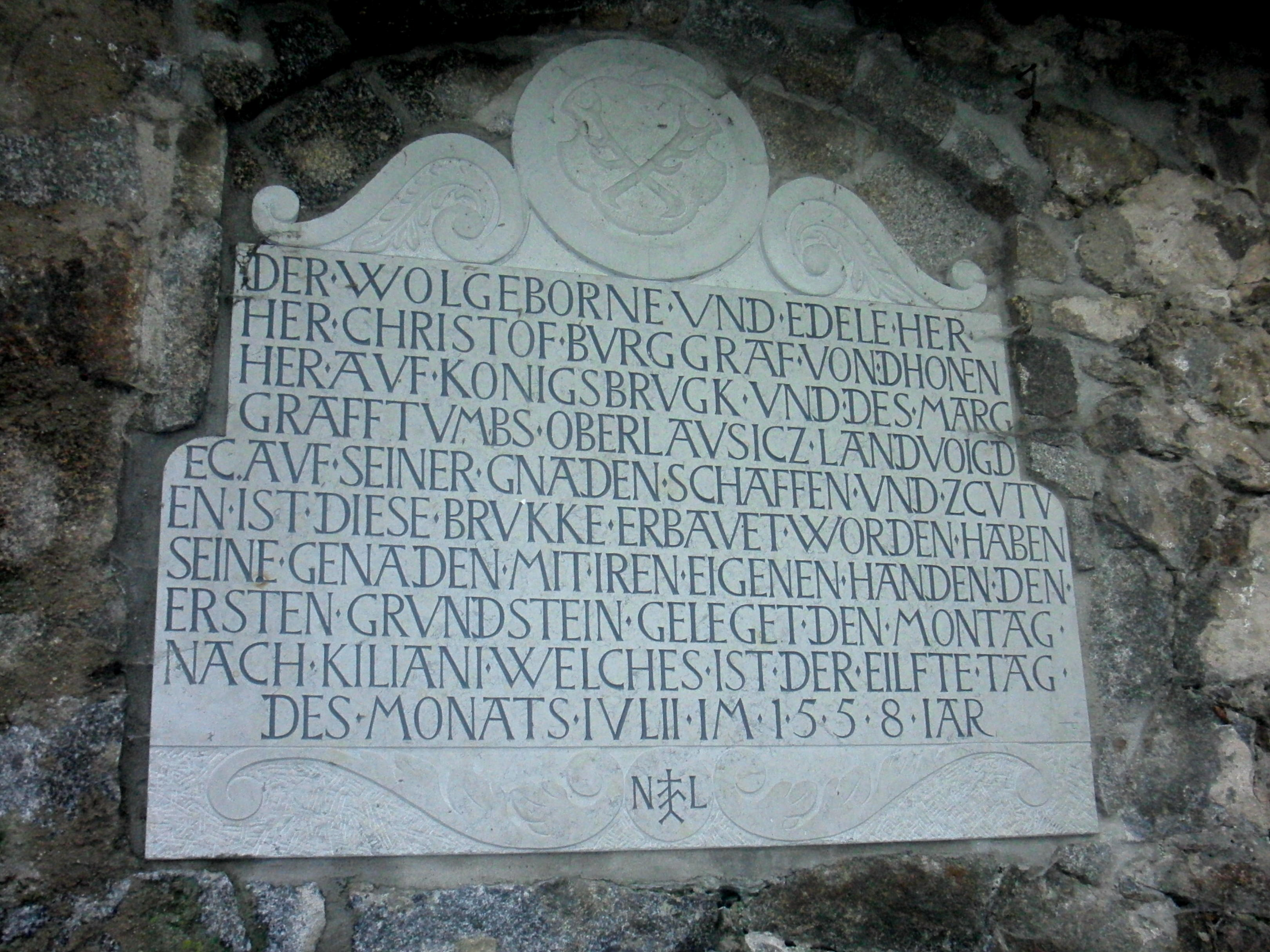
Inschrifttafel an der Baderbrücke

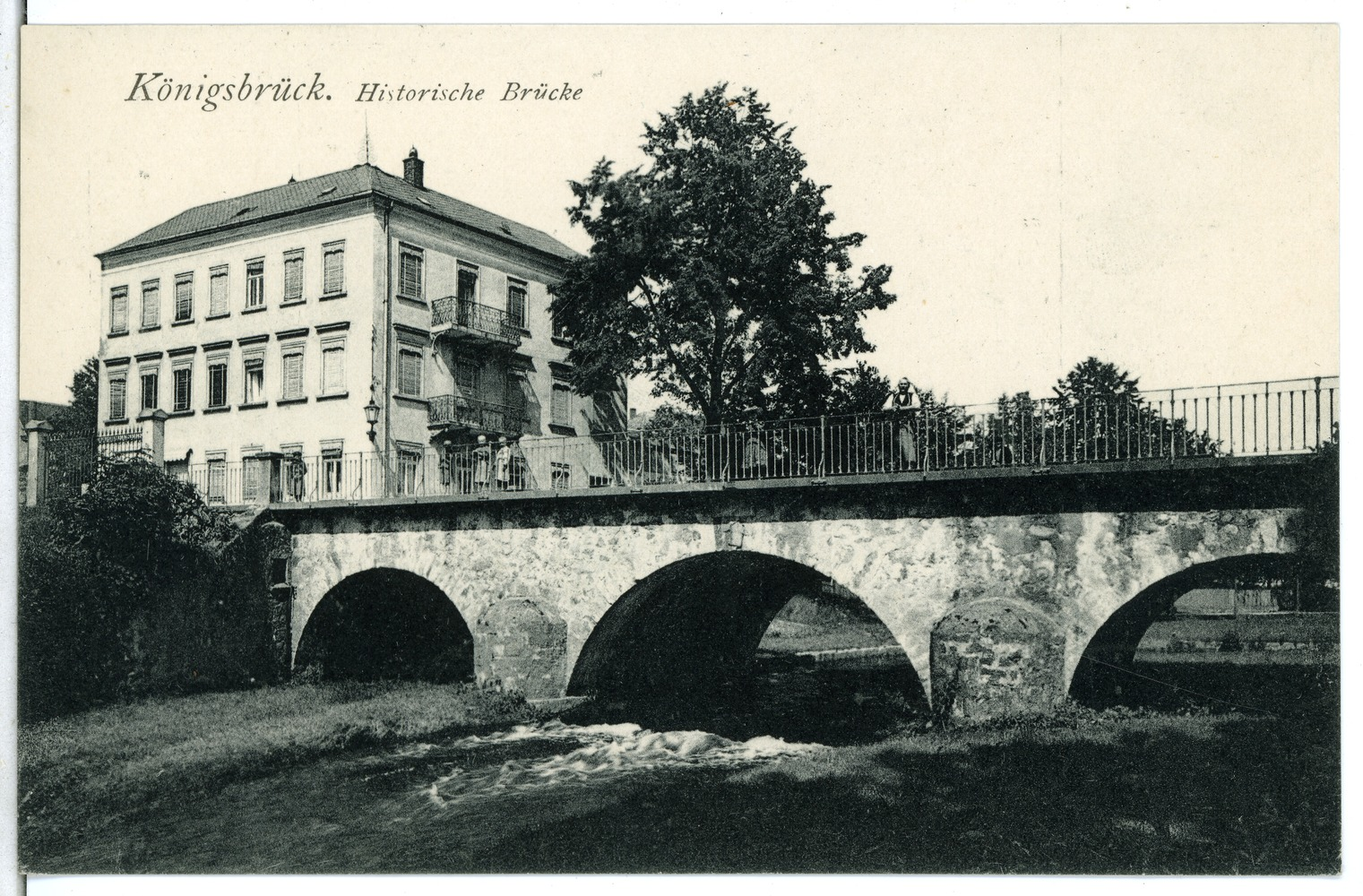
Die Baderbrücke um 1906

Bereits im Jahr 1437 war eine einbogige Brücke über die Pulsnitz beurkundet. Als Teil einer Verbindung von Dresden zur Via Regia wurde unter Burggraf Christoph von Dohna eine dreibogige Gewölbebrücke erbaut. Die Grundsteinlegung dafür war am 11. Juli 1558.
In der ersten Hälfte des 17. Jahrhunderts ließ Christoph von Schellendorff in direkter Nachbarschaft ein Bad errichten, wonach der bis heute gebräuchliche Name Baderbrücke entstand.
Im Jahr 1865 wurde die Brücke durch eine Erweiterung der Pfeiler und Bögen an der Unterstromseite verbreitert. Außerdem wurden die Brüstungsmauern durch auskragende Fußwege mit eisernen Geländern ersetzt.
Am 5. Mai 1945 sprengten die Nationalsozialisten das Mittelfeld und das südliche Randfeld. Die Brücke wurde bis 1946 wiedererrichtet und in diesem Zuge um ca. 80 Zentimeter an der Unterstromseite verbreitert.
2020 führte die Niederlassung Bautzen des Landesamtes für Straßenbau und Verkehr eine umfangreiche Sanierung des Bauwerkes durch.